# Syriska krigen
De syriska krigen utspelades mellan Seleukiderriket och det Ptolemaiska riket, dessa krig var en serie större militära konflikter vilka handlande om den politiska och ekonomiska kontrollen över vad som idag geografiskt närmast kan likställas med Israel, Libanon och Palestina.
- Första syriska kriget 274 f.Kr.-271 f.Kr.
- Andra syriska kriget 260 f.Kr.-253 f.Kr.
- Tredje syriska kriget 246 f.Kr.-241 f.Kr.
- Fjärde syriska kriget 219 f.Kr.-217 f.Kr.
- Femte syriska kriget 202 f.Kr.-195 f.Kr.
- Sjätte syriska kriget 171 f.Kr.-168 f.Kr.

## Resultat av de syriska krigen
Efter en sekellång kamp om hegemonin över området slutar konflikten med att Seleukiderriket får kontroll över området.
De båda inblandade staterna har dock genom dessa krig tömt sina krafter till den grad att de ej kan stå emot den nya stormakten i östra medelhavet – Romarriket.